# Jacek Lech
Jacek Lech, właściwie Leszek Zerhau (ur. 15 kwietnia 1947 w Mikuszowicach, zm. 25 marca 2007 w Katowicach) – polski piosenkarz, wokalista zespołu Czerwono-Czarni.

## Życiorys
W czasach szkolnych założył amatorski zespół, w którym śpiewał i grał na skrzypcach. W wieku 17 lat zajął I miejsce w konkursie jazzowym „Mikrofon dla wszystkich”. W 1966 został solistą zespołu Czerwono-Czarni. Pierwsza piosenka „Bądź dziewczyną moich marzeń” stała się od razu wielkim przebojem. Na V Krajowym Festiwalu Piosenki Polskiej w Opolu w 1967 otrzymał wyróżnienie za piosenkę „Pozwólcie śpiewać ptakom”. Z zespołem Czerwono-Czarni wziął udział we wspólnym koncercie z The Rolling Stones oraz w wystawieniu mszy beatowej Pan przyjacielem moim. Pod koniec 1972 rozstał się z zespołem Czerwono-Czarni. W 1973 założył własną nową grupę. Wypadek samochodowy przerwał jednak na rok działalność artystyczną. Powrócił na scenę w 1974 z solowym albumem Bądź szczęśliwa. Wielokrotnie występował na polskich festiwalach, m.in. na KFPP Opole w 1976 i Festiwalu Piosenki Żołnierskiej w Kołobrzegu, gdzie w 1983 otrzymał honorowy Złoty Pierścień, a w 1986 Srebrny Pierścień. Koncertował również za granicą, m.in. w dawnej Jugosławii, na Węgrzech oraz w ośrodkach polonijnych USA i Kanady. W 2005 został odznaczony Brązowym Medalem „Zasłużony Kulturze – Gloria Artis”.
W 2006 zdiagnozowano u artysty złośliwy nowotwór przełyku. W ramach leczenia piosenkarz poddał się: chemioterapii, naświetlaniom oraz operacji, po której utrzymywany był przez katowickich lekarzy w śpiączce farmakologicznej. 27 lutego 2007, w centrum kultury w Bielsku-Białej,  rodzinnym mieście artysty, odbył się koncert charytatywny zorganizowany przez Fundację Kultury i Edukacji Europejskiej „Alfa i Omega”, w którym udział wzięli między innymi Halina Frąckowiak, Alicja Majewska, Edward Hulewicz, Andrzej Dąbrowski i Bogusław Mec. Dochody z koncertu miały być przeznaczone na dalsze leczenie i rehabilitację Jacka Lecha. Podczas koncertu ogłoszono również, iż artysta został uhonorowany przez ministra kultury nagrodą za całokształt osiągnięć.
Zmarł w katowickim szpitalu. Pogrzeb piosenkarza odbył się w Bielsku-Białej 28 marca 2007 po mszy w kościele pw. św. Barbary. Pochowany na cmentarzu przy kościele.
Artysta został upamiętniony w Alei Gwiazd Festiwalu Polskiej Piosenki. Imieniem Jacka Lecha został nazwany Dom Kultury w Mikuszowicach Krakowskich w Bielsku-Białej.

## Dyskografia
- 1970 – Bądź dziewczyną moich marzeń
- 1974 – Bądź szczęśliwa
- 1977 – Latawce porwał wiatr
- 1998 – Kolędy